# Wulong Zhuangzu Xiang
Wulong Zhuangzu Xiang (kinesiska: 五龙, 五龙壮族乡) är en socken i Kina. Den ligger i provinsen Yunnan, i den sydvästra delen av landet, omkring 170 kilometer öster om provinshuvudstaden Kunming.
Genomsnittlig årsnederbörd är 1 252 millimeter. Den regnigaste månaden är juni, med i genomsnitt 280 mm nederbörd, och den torraste är januari, med 13 mm nederbörd.